# Адольф Вільгельм Герман Кольбе
Адольф Вільгельм Герман Кольбе (нім. Adolph Wilhelm Hermann Kolbe; 27 вересня 1818, Елліхаузен, нині частина Геттінгена — 25 листопада 1884, Лейпциг) — німецький  хімік-органік.

## Біографія
З 1838 по 1842 рік навчався в  Геттінгенському університеті, де вивчав хімію у  Ф. Велера. У 1842—1845 роках асистент  Р. В. Бунзена в  Марбурзькому університеті. У 1845—1847 роках працював в Гірській школі в Лондоні, в 1847—1865 роках в Марбурзькому університеті (з 1851 професор). З 1865 року до кінця життя професор  Лейпцизького університету .

## Наукова робота
Наукові роботи Кольбе відносяться виключно до області органічної хімії . 1845 року Кольбе синтезував з елементів (через сірковуглець)  оцтову кислоту. 1847 року спільно з  Е. Франклендом отримав  пропіонову кислоту омиленням етилціаніду, відкривши тим самим загальний метод отримання карбонових кислот з  спиртів через нітрили. 1849 року запропонував електрохімічний метод отримання насичених вуглеводнів електролізом розчинів натрієвих або калієвих солей  карбонових кислот (пізніше цей метод названо реакцією Кольбе). 1860 року синтезував  саліцилову кислоту дією CO2 на феноляти лужних металів (реакція Кольбе — Шмітта). Отримав (1872) нітроетан. Вніс ряд удосконалень в лабораторну апаратуру; зокрема, одним з перших застосував зворотний холодильник (1847).
Вніс істотний внесок у теоретичну органічну хімію. Розвиваючи уявлення теорії складних  радикалів, в 1850-і роки створив свою теорію, в якій органічні речовини вироблялися від  вуглекислоти через заміщення кисню складними радикалами. Незалежно від  Ф. А. Кекуле висловив припущення про чотиривалентність вуглецю. Передбачив (1857) існування вторинних і третинних спиртів і сприяв з'ясуванню їх природи, а також природи альдегідів, кетонів,  сульфокислот. Кольбе був, проте, противником теорії хімічної будови  О. М. Бутлерова та  стереохімії Я. Г. Вант-Гоффа; роботу останнього назвав у своїй статті «фантастичною нісенітницею, геть позбавленою будь-якої фактичної підстави і абсолютно незрозумілою серйозному дослідникові» .
У 1847—1851 роках був редактором «Словника чистої та прикладної хімії» («Handwörterbuch der reinen und angewandten Chemie»), який видавали  Юстус Лібіх, Йоганн Поггендорф і Фрідріх Велер. У 1869—1884 роках видавав «Журнал практичної хімії» («Zeitschrift für Praktische Chemie»). Автор підручника органічної хімії. Опублікував нарис розвитку теоретичної органічної хімії .
Серед численних учнів і співробітників Германа Кольбе такі видатні хіміки, як  Т. Курціус,  В. В. Марковников,  М. О. Меншуткін,  О. М. Зайцев, Е. Франкленд.